# Anarchisme en Israël
L'anarchisme est présent en Israël dès avant la création de l'État israélien, notamment au travers du mouvement des kibboutzim, et plonge ses racines dans le mouvement libertaire du Yiddishland au XIXe siècle.
Le débat est intense au sein du mouvement anarchiste international autour de la proposition du sionisme de Theodor Herzl et de la création d'un « foyer national » juif en Palestine. Un courant sioniste libertaire défend la création de ce foyer national juif sans pour autant avaliser la création d'un État-nation juif et tout en prônant la coopération entre juifs et palestiniens.
L'anarchisme s'implante en Palestine au début du XXe siècle, porté par une vague d'émigrants d'Europe de l'Est (Russie, Lituanie, Ukraine, Pologne). Les idées de Pierre Kropotkine et de Léon Tolstoï influencent certains sionistes de gauche, tels Yitzhak Tabenkin et Berl Katznelson, ainsi que certains mouvements socio-politiques tels Poale Zion, HeHalutz ou Gdoud haavoda (Bataillon du Travail).
Dans le contexte du conflit israélo-palestinien, les anarchistes sont surtout actif dans le mouvement d'action directe et de solidarité avec le peuple palestinien, notamment au travers du collectif Anarchists Against the Wall.

## Avant la création de l'État d'Israël

### Les libertaires du Yiddishland

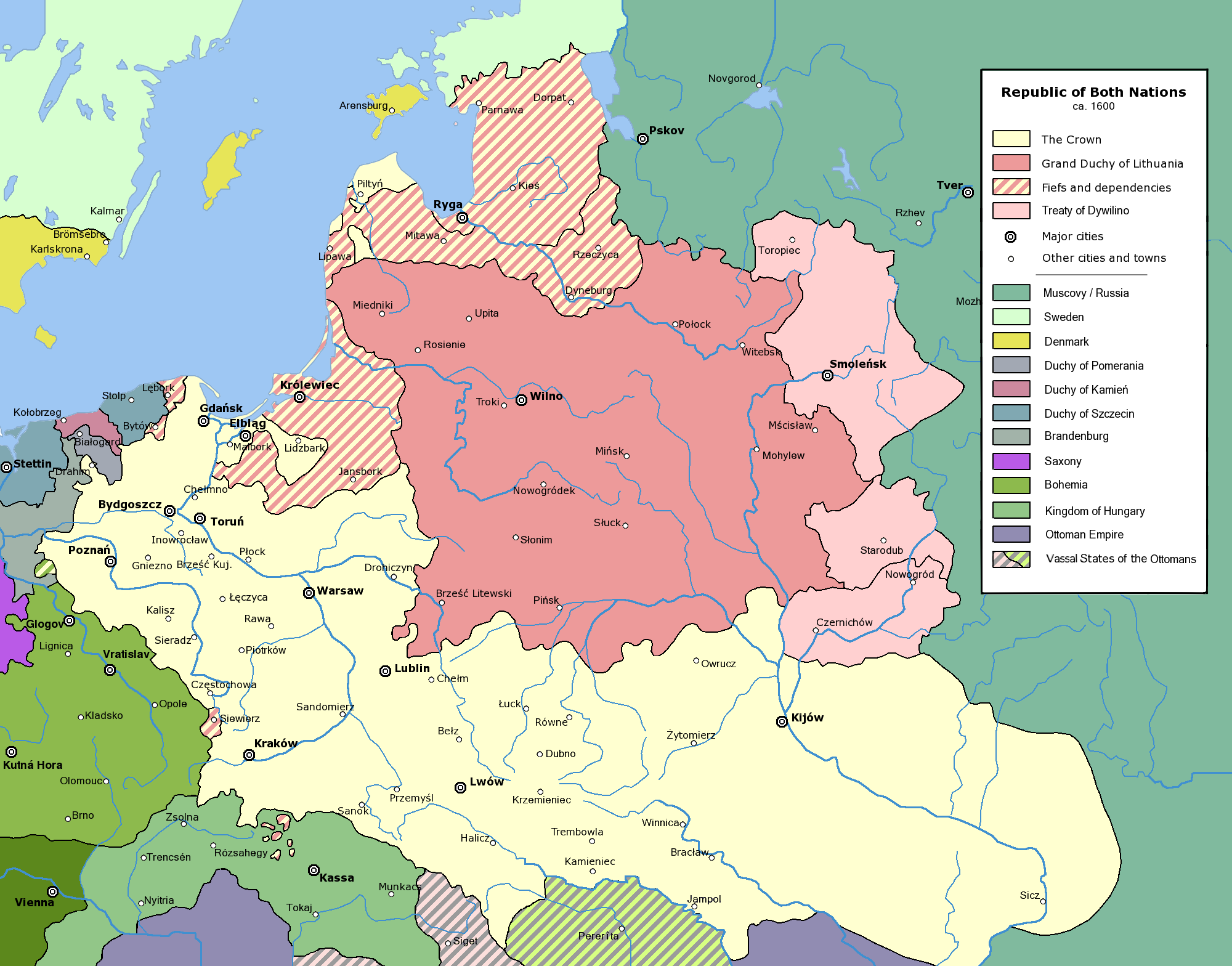
La république des Deux Nations, en 1600. Son territoire correspond grosso modo à l'étendue du Yiddishland.

L’existence d’un mouvement libertaire juif dans l’histoire peut paraître éloignée de la représentation habituelle que l’on peut se faire du judaïsme.
Cependant, ce mouvement a bien existé. De la fin du XIXe siècle jusqu’à la première moitié du XXe siècle, d'abord au sein du Yiddishland, ce « pays sans frontières » (Russie, Pologne, Lituanie, Biélorussie, Ukraine, etc.), puis par vagues d'émigration en Europe occidentale et aux Amériques. Mais c'est essentiellement en Angleterre, aux États-Unis et en Argentine que le mouvement ouvrier juif naissant s’organise quantitativement de manière significative et sur des bases d'inspiration anarchiste. En Amérique du nord et du sud, les membres des organisations syndicales et culturelles libertaires se comptent par milliers, et les lecteurs des journaux anarchistes en langue yiddish par dizaines de milliers.
Cette émigration juive d’Europe de l’est donnera des intellectuels libertaires de haut niveau et d’une
grande originalité de pensée tels Paul Goodman, Julian Beck, Noam Chomsky, Murray Bookchin ou Paul Avrich.
Pour le philosophe Michaël Löwy, « On voit apparaître, dans la culture juive de la Mitteleuropa à partir de la fin du XIXe siècle, un courant romantique […] qui sera attiré par l’utopie libertaire plutôt que par la social-démocratie. […] Un réseau complexe de liens […] va se tisser entre romantisme, renaissance religieuse juive, messianisme, révolte culturelle “anti-bourgeoise” et anti-étatiste, utopie révolutionnaire, socialisme, anarchisme ».
Issus des milieux populaires, les libertaires juifs associent identité (voire communautarisme) et internationalisme (voire cosmopolitisme). Ils sont la preuve que l’antisémitisme social qui confine le Juif dans le rôle du capitaliste, est erroné et inacceptable.

### Anarchisme et sionisme
Le sionisme libertaire nait en réaction à la montée de l'antisémitisme en Europe à la fin du XIXe siècle : grands pogroms russes des années 1880, affaire Dreyfus en France.
Les membres connus de cette tendance, pleinement membres du mouvement libertaire, sont à la fin du XIXe siècle Henri Dorr, Mécislas Golberg ou Bernard Lazare qui théorise le « sionisme libertaire », dont les options divergent du sionisme de Theodor Herzl. Il n'évoque pas l'idée d'un État juif, mais d'une nation juive. Le projet est de fonder un foyer national sans État,.
L'Encyclopédie anarchiste, initiée par Sébastien Faure et publiée entre 1925 et 1934, comporte quatre notices ayant trait au sionisme (Israélites, Ghetto, Judaïsme et Sionisme). Ces articles développent l'idée que le sionisme est un mouvement généreux, qui permet d'échapper aux persécutions et qui par la colonisation agricole et les fermes collectives rend possible un développement égalitaire de la société, mais qui dans le même temps ajoute des barrières nationales, entrave à une possible révolution.
Joseph Trumpeldor, qui plus tard est devenu un héros de la droite sioniste (voir Betar), était aussi à l'origine un anarchiste et un disciple de Pierre Kropotkine. Il a déclaré, « Je suis un anarcho-communiste et un sioniste ». Son programme pour un réseau syndicaliste de communautés socialistes, formulé en 1908-1909, a influencé la création des Kibboutzim.
Par ailleurs dans le débat, des anarchistes d'origine juive défendent un antisionisme radical, tel Jules Chazoff (1891-1946),, notamment dans plusieurs articles publiés par Le Libertaire en 1938, dénonçant la mainmise du sionisme sur la Palestine et l’exploitation dont seraient victimes les Arabes. Le sionisme représente, à ses yeux, un détournement de l’idée même de révolution  sociale,

### En Palestine
Les anarchistes vivant en Palestine au début du XXe siècle, bien qu'étant presque tous originaires de l'est de l'Europe, n'ont pas de liens avec le puissant mouvement libertaire yiddish et adoptent l'hébreu, langue impopulaire parmi les anarchistes juifs européens, dont beaucoup s'opposent à toutes les formes du sionisme et soutiennent la culture populaire yiddish de la communauté ashkénaze.
Dans les années 1920 et 1930, la plupart d'entre eux vivent dans des kibboutz. Un exemple illustre cette démarche, celui de Aharon Shidlovsky qui est l'un des fondateurs du kibboutz Kvoutzat Kinneret.
Pendant la révolution sociale espagnole de 1936, de nombreux anarchistes de Palestine vont en Espagne combattre aux côtés des anarcho-syndicalistes, le franquisme et le fascisme dans les rangs des milices confédérales de la Confédération nationale du travail.
En 1938, le philosophe anti-autoritaire juif autrichien Martin Buber s'installe à Jérusalem. Buber se considère comme un « Cultural Zionism (en) » (sioniste culturel) et rejette l'idée d'un nationalisme juif. Il soutient fermement une solution binationale en Palestine.

### Le mouvement des kibboutzim

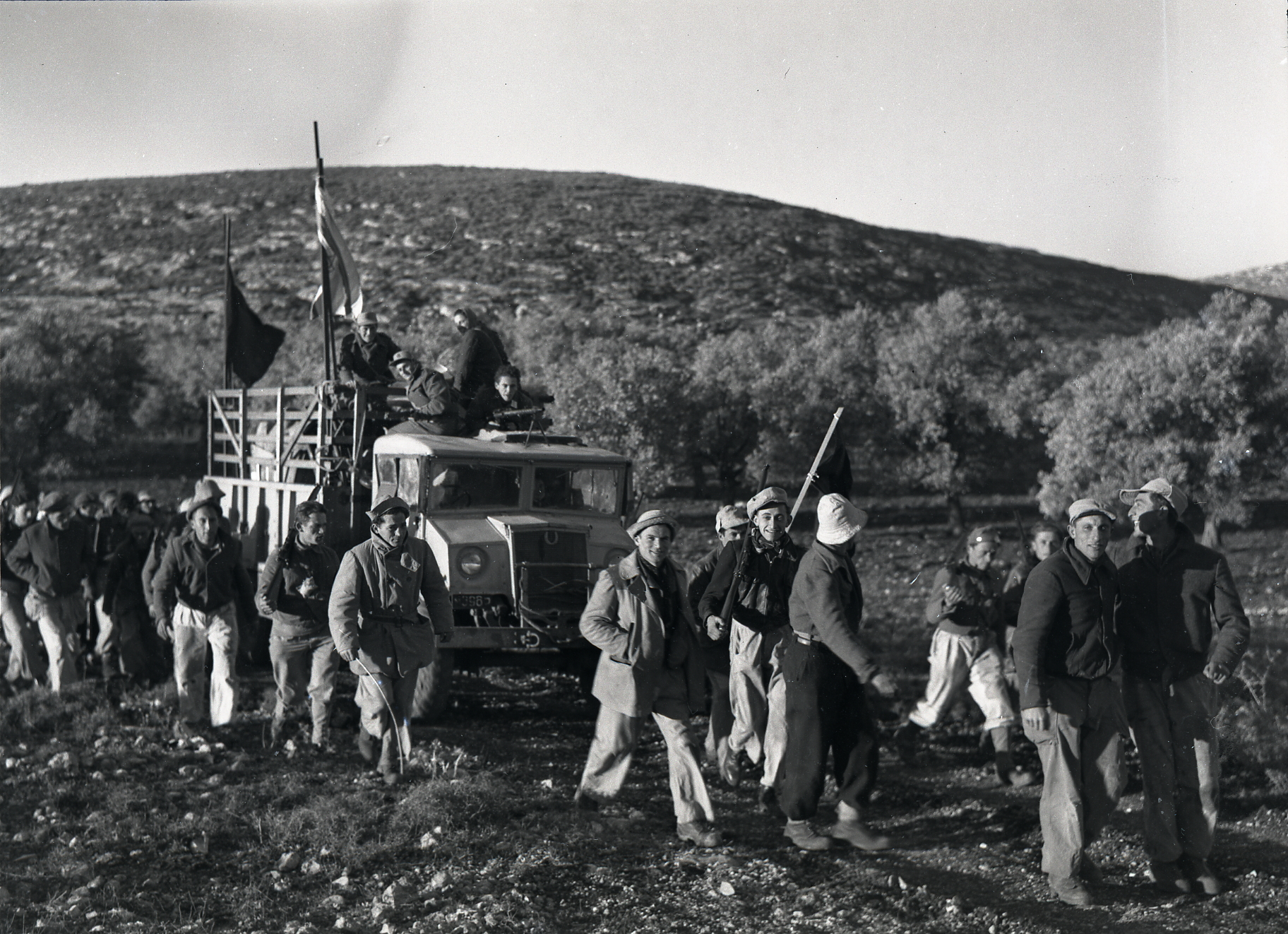
Kibboutz Yas'ur (Israël), 1949.

Selon l'historien Sylvain Boulouque, « Les expériences de travail collectif ou de modes de vie alternatifs ont toujours représenté pour les anarchistes des lieux d’expérimentation de la société future . C’est ainsi que les kibboutzim deviennent une terre d’imagination, un nouveau rêve. Nombreux sont les témoins tant dans la presse libertaire française qu’internationale à rendre compte de séjours ou d’installations dans ces collectivités agricoles et de leur caractère libertaire - réel, imaginé ou projeté. »
En Palestine, les kibboutz, constitués selon des principes substantiellement anarchistes, prospèrent, méconnaissant toutefois leurs racines libertaires. Pour Uri Gordon, « l'influence déterminante des courants anarchistes dans le mouvement des kibboutz est l'un des secrets les mieux gardés de l'historiographie sioniste officielle ».
Pourtant, le kibboutz s'est beaucoup inspiré, dans ses principes originels, des idées communistes libertaires : absence de propriété privée des moyens de production, accès aux biens égal pour tous, refus du salariat, éducation communautaire des enfants, rejet de la religion (sauf dans les Kibboutzim religieux), refus des structures élues, démocratie directe.
L'essayiste socialiste libertaire américain Noam Chomsky qui vit, en 1953, pour une durée de six semaines, dans un kibboutz près de Haïfa, formule un certain nombre de critiques, notamment dans un livre d'entretiens publié en 2002.
- Le kibboutz demande normalement à ses membres l'appartenance à la communauté juive (il existe des exceptions, comme celle de Joseph Ribas, militant anarcho-syndicaliste de la Confédération nationale du travail (Espagne), ancien combattant de la Guerre d'Espagne, qui s'installe après la Seconde Guerre mondiale avec femme et enfants dans le Kibboutz Hahotrim, au sud de Haïfa). L'anarchisme insiste généralement sur les principes d'universalisme et d'antinationalisme[15].
- Les kibboutzim ont une relation très poussée avec l'État : la réussite économique des kibboutzim est partiellement due aux subventions étatiques, et ceux-ci lui fournissent des troupes d’élite, pilotes, agents de renseignement, officiers gradés, etc. L'anarchisme rejette quant à lui le principe même d'État[16].
- Chomsky considérait qu'il existe dans le kibboutz un « autoritarisme du groupe » extrêmement fort, engendrant un machisme et un conformisme très puissant : par exemple, presque aucun habitant de kibboutzim ne refuse de faire son service militaire.
- L'utilisation de salariés non-membres dans les entreprises des kibboutz réintroduit des inégalités sociales et de pouvoir : ces derniers ne votent pas dans les prises de décisions collectives.

## Après la création de l'État d'Israël
Les affrontements armés autour de la naissance de État d'Israël, vont à nouveau fracturer le mouvement. Les libertaires cherchent à répondre aux questions liées à la guerre de 1948, aux enjeux internationaux, à la naissance d’un État juif et s’interrogent sur la possibilité d’une présence anarchiste au Proche-Orient.
Pragmatique et fin connaisseur de la région, le militant belge Louis Mercier-Vega rappelle dans Le Libertaire en 1947, la complexité de la situation : « Nous connaissons d’authentiques militants révolutionnaires juifs qui agissent dans les groupes terroristes parce qu’ils défendent en premier lieu leur droit à l’existence […] Si les meilleurs Arabes et les meilleurs Juifs en sont à se replier sur des positions et des activités nationalistes, c’est parce qu’il n’existe dans le monde aucune internationale ouvrière et révolutionnaire capable de présenter aux écrasés un espoir, une foi, une issue »,.
Mais beaucoup d'anarchistes, fidèles à leurs convictions anationaliste et pacifiste, voient dans le conflit avant tout la naissance d’un État, source de guerre : « En Palestine, l’État apporte l’indiscutable preuve qu’il provoque la guerre du fait même de sa présence ». Ils refusent de choisir un camp dans une guerre qui pour eux n’oppose que deux nationalismes : « Seul le rejet de tout nationalisme et l’entente libre et fraternelle des populations travailleuses pourront sauver la Palestine de la barbarie qui va en s’étendant ».
Jusqu'aux années 1940, il n'y a pas de groupes spécifiquement « anarchistes » en Palestine.

### Suite et fin de la tradition libertaire yiddish
Peu avant et immédiatement après la constitution de l'État d'Israël, en 1948, il y a un afflux des survivants de la Shoah éduqués en yiddish, dont des militants libertaires.
Entre la fin des années 1940 et le début des années 1950, des immigrants polonais forment des groupes anarchistes yiddish à Tel-Aviv dont le principal représentant est Eliezer Hirschauge. Il est, notamment, l’éditeur de l’organe anarcho-syndicaliste De’ot (Opinion, Tel Aviv), l'auteur d'un livre sur l'histoire du mouvement anarchiste polonais publié en 1953 et, avec sa compagne Dinah, l’animateur d’une bibliothèque anarchiste à Tel Aviv.
Dans les années 1950, l'anarchisme israélien fait référence à Abba Gordin (1887-1964), écrivain et philosophe, l'un des représentants les plus remarquables du mouvement anarchiste yiddish. Gordin a inspiré le mouvement anarchiste pan-russe et l'un des organisateurs de la Fédération anarchiste de Moscou (1918). À partir de 1925, il réside à New York, où il a émigré et où il publie une revue philosophique littéraire, Yiddishe Shriften (1936-1957). En 1958, il s’installe en Israël où, à Tel-Aviv, il fonde le cercle anarchiste yiddish Agudath Schochrei Chofesh (ASHUACH) qui compte environ 150 membres et dispose d’une bibliothèque avec tous les classiques de l’anarchisme en polonais, yiddish et hébreu et d’une vaste salle de conférences où sont organisés de nombreux débats sur l’anarchisme.
À la même époque, un groupe de militants diffuse à Tel-Aviv le journal anarchiste américain en yiddish Freie Arbeiter Stimme (La Voix du travailleur libre).
Le « Groupe anarchiste juif » de Paris qui publie « Der Fraier Gedank » (« La Pensée libre » 1949-1963), n'est pas officiellement sioniste, mais verra quand même certains de ses membres émigrer vers Israël après la création de l'État. Ils y participeront à la création, en 1959 d'un journal anarchiste israélien : Problemen-Problemot, revue mensuelle en yiddish et en hébreu (Tel Avivi, 165 numéros de 1959 à décembre 1989) dont Abba Gordin est le directeur de publication jusqu’en 1964, remplacé ensuite par Shmuel Arbarbanel.
Le cercle yiddish Agudath Schochrei Chofesh disparait dans les années 1980 : les anciens meurent et les jeunes ne parlent plus le yiddish. Le dernier numéro de Problemen est publié en décembre 1989. Par la suite, Joseph Luden tente de relancer un journal libertaire en yiddish, Freie Stimmequi ne publie qu'un seul numéro. C'est la dernière publication périodique libertaire yiddish dans le monde.

### Influences dans la sphère politique institutionnelle
Le courant libertaire a influencé à l'origine le parti sioniste Hapoel Hatzaïr (Jeune Ouvrier), un des deux fondateurs (en 1930) du parti travailliste Israélien Mapaï, et plus encore sa dissidence radicale, le Hachomer Hatzaïr (Jeune Garde), un des fondateurs en 1948 du Mapam (extrême gauche sioniste). Yitzhak Tabenkin, un des dirigeants du Hapoel puis du Mapaï (après 1930), a nettement subi l'influence de l'anarchisme. Ces deux mouvements ne se sont jamais explicitement considérés comme strictement « anarchistes ».

## Époque contemporaine

### Antimilitarisme et pacifisme
Les refuzniks (hébreu סרבנים (sarvanîm), de sarav : il a refusé) sont des objecteurs de conscience israéliens, qui refusent de servir dans Tsahal, l'armée d'Israël. Certains de ces soldats refusent notamment de servir dans les territoires palestiniens occupés. C'est un mouvement minoritaire, quoiqu'en développement, bien que l'objection de conscience soit interdite aux hommes en Israël et juste tolérée pour les femmes.
Le premier objecteur de conscience d'Israël, ayant refusé toute forme de collaboration avec l'armée susceptible de mener à des actions non pacifistes, est le violoniste Joseph Abileah. Il est jugé en 1948 et bénéficie d'un verdict plutôt clément.
Le mouvement des « Refuzniks » naît en 1979 lorsque Gadi Algazi refuse de servir durant son service militaire dans les territoires occupés en Palestine. Il est condamné à 10 mois de prison. Leur refus conduit à l'emprisonnement de nombreux refuzniks dans des prisons militaires mais le mouvement s'accentue et les refuzniks sont, en 2005, plus d'un millier.

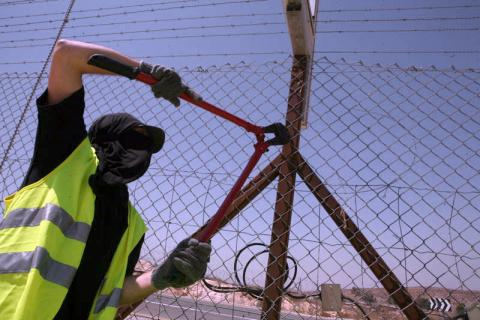
Activiste des Anarchistes contre le Mur lors d'une opération contre la barrière de sécurité à Beit Mirsim

### Anarchists Against the Wall
Le collectif Anarchists Against the Wall (en français, « Anarchistes contre le Mur »), est une organisation israélienne créée en 2003. Ce groupe non-violent d'action directe milite contre la construction du mur séparant les territoires palestiniens de l'État d'Israël dans toute la Cisjordanie.

### Libertaires palestiniens
Dans un pays colonisé, souvent étroitement nationaliste, il est difficile pour les libertaires palestiniens de convaincre avec des solutions non autoritaires et non étatiques. Une des raisons qui expliquerait le peu de visibilité des libertaires palestiniens tiendrait au fait que le mouvement anarchiste international ait peu travaillé le thème du colonialisme.
En Palestine, il existe une tradition d'auto-organisation dans les luttes populaires, même celle-ci ne se réfère pas explicitement à l’anarchisme en tant que tel. Cette organisation horizontale non hiérarchique est particulièrement vivante lors de la première Intifada, en décembre 1987. Spontanée, elle n’est pas née d’une décision politique centralisée mais s’est même déroulée contre la volonté de l’OLP de Yasser Arafat.

## Presse libertaire
- Freie Arbeiter Stimme (1890-1977)

## Personnalités notables

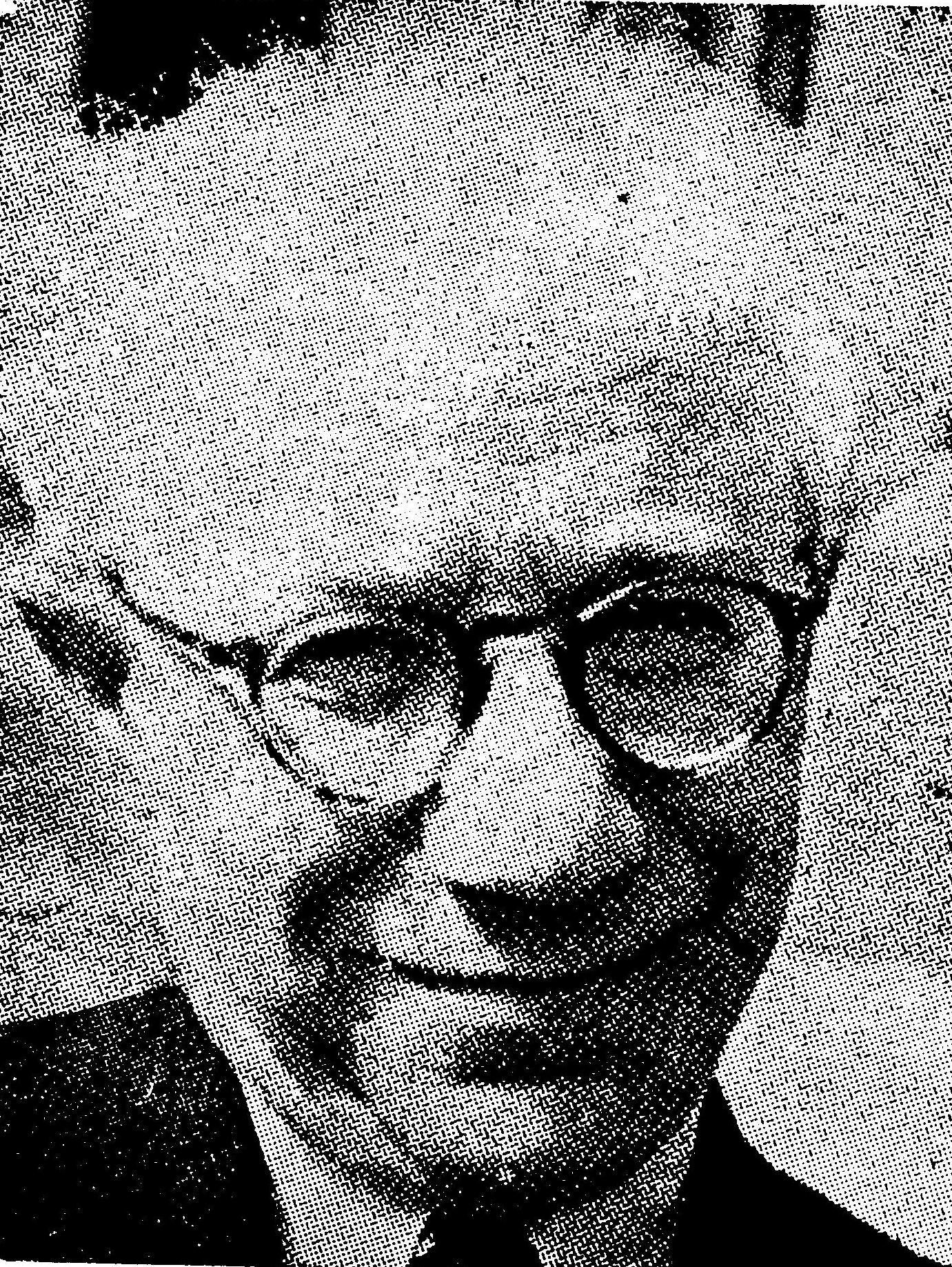
Abba Gordin

- Abba Gordin (1887–1964), poète et écrivain en yiddish.

- Toma Sik (1939-2004) est un militant pacifiste et libertaire hongro-israélien, pionnier de la recherche sur la paix israélo-palestinienne[30].
- Uri Gordon (1976-), auteur de Anarchy Alive! (en) en 2008[31],[32].
- Jonathan Pollak (1982-) qui a grandi à Tel Aviv et qui vit actuellement à Jaffa est parmi les fondateurs du groupe israélien Anarchistes contre le mur.

## Associations libertaires
- Anarchists Against the Wall (2003-)
- Black Laundry (en)
- Salon Mazal (en)